# Джумагулов, Апас Джумагулович
Апа́с Джумагу́лович Джумагу́лов (кирг. Апас Жумагулович Жумагулов; род. 19 сентября 1934, с. Арашан, Киргизская АССР, РСФСР, СССР) — советский и киргизский государственный и партийный деятель, дипломат, бизнесмен. Член Центральной ревизионной комиссии КПСС (1986—1990). Член ЦК КПСС (1990—1991). Герой Кыргызской Республики (2022).

## Биография
Родился 19 сентября 1934 в селе Арашан (ныне — Аламудунского района Чуйской области), по национальности кыргыз.

### Образование
Окончил в 1958 Московский институт нефтехимической и газовой промышленности по специальности «горный инженер-геолог», закончил аспирантуру.
В 1968 защитил диссертацию на соискание учёной степени кандидата геолого-минералогических наук. Тема диссертации: «Изучение особенностей геологического строения северо-восточной части Ферганской впадины в связи с её нефтегазоносностью».
В защитил диссертацию на соискание учёной степени доктора геолого-минералогических.
Академик Международной инженерной академии, академик инженерной академии Республики, Действительный иностранный член (академик) Российской академии естественных наук; член Академии педагогических и социальных наук Российской Федерации. Почетный профессор Государственного педагогического университета имени Арабаева. Член Ост-Академии г. Брухзал, ФРГ.

### Трудовая деятельность
Избирался депутатом трех созывов Верховного Совета Киргизской ССР и депутатом Верховного Совета СССР, а также являлся депутатом парламента Кыргызстана, членом ЦК КПСС и членом ревизионной комиссии ЦК КПСС.
В различные периоды занимал множество должностей в высших руководствах и научно-исследовательских центрах. Общий стаж работы 59 лет, из них непосредственно в горно-рудной отрасли по специальности 22 лет, хозяйственной, партийной и в государственной структуре — 47 лет, в частной структуре — 12 лет:
- 1958—1959 — Лаборант, старший лаборант Комплексной юной геологической экспедиции АН СССР, г. Москва.
- 1959—1960 — Старший геолог нефтепромысла Чангыр-Таш управления «Кыргызнефть».
- 1960—1962 — Заведующий центральной научно-исследовательской лабораторией, главный геолог конторы бурения.
- 1962—1973 — Главный инженер нефтепромыслового управления «Кыргызнефть».
- 1973—1979 — Заведующий Промышленно-транспортным отделом ЦК КП Киргизской ССР.
- 1979—1985 — Секретарь ЦК Компартии Киргизии.
- 1985—1986 — Первый секретарь Иссык-Кульского обкома Компартии Киргизии.
- 1986—1991 — Председатель Совета Министров Кыргызской ССР.
- 1991—1993 — Председатель Чуйского областного Совета народных депутатов, Глава Чуйской областной госадминистрации.
- 1993—1998 — Премьер-министр Кыргызской Республики.
- 1998—1999 — Председатель Совета директоров АО «Кыргызнефтегаз».
- 1998—2003 — Чрезвычайный и Полномочный Посол Кыргызской Республики в ФРГ, по совместительству Святом Престоле, Королевствах Швеции, Дании и Норвегии.
- 1997—2005 — Председатель Фонда милосердия, инновации и преодоления бедности.
- 2003—2005 — Председатель Совета директоров Компании «Постнофф и К», г. Москва.
- 2005—2007 — Чрезвычайный и Полномочный Посол Кыргызской Республики в Российской Федерации, по совместительству Финляндии, Азербайджан, Армении, и в Грузии.
- 2007—2016 — Председатель Совета Директоров «Азия Цемент», руководитель проекта по строительству цементного завода в Пензенской области в Российской Федерации.
- 2007—2017 — Председатель Совета директоров Кара-Балтинского горно-рудного комбината (КГРК).
- 2016 — по настоящее время — Руководитель проекта по строительству цементного завода в Кеминском районе Чуйской области Кыргызской Республики (ОсОО «Шанфэн ЗЭТ Цемент»). Член Совета директоров КГРК.

Год 1973 стал поворотным в его трудовой деятельности. А. Джумагулов был назначен на должность заведующего промышленно-транспортным отделом ЦК Компартии Киргизии. Как высококвалифицированный специалист, человек с обширным кругозором и хозяйственным видением Апас Джумагулович в течение длительного времени успешно работал в должностях заведующего отделом (6 лет), секретаря ЦК Компартии Киргизии (6 лет), прошёл большую школу политической и общественной жизни, неоднократно избирался депутатом Верховного Совета Киргизской ССР.
Возглавляя в 1985—1986 годах Иссык-Кульскую областную парторганизацию, своим добросовестным и ответственным отношением к порученному делу приобрел заслуженный авторитет. С учётом именно таких его качеств и хозяйственной хватки А. Джумагулов в 1986 году был назначен Председателем Совета Министров Киргизской ССР, что явилось достойной оценкой его профессиональных и человеческих качеств. В этой должности он проработал до февраля 1991 года будучи в горниле Ошских, Баткенских, Сохских и Бишкекских драматических событий.
Распад СССР Апас Джумагулович встретил на посту председателя Совета Министров Киргизской Республики и руководителя стратегически важного региона республики — Чуйской области. Ушел с поста предсовмина по своей инициативе в связи с избранием первого Президента и формирования им нового Правительства президентского правления. Область (1991 г.) вновь формировалось из районов республиканского подчинения. Здесь ему очень пригодились годами накопленный опыт несуетливого, конкретного делового подхода к решению острейших политических, социальных и хозяйственных проблем новой области. Вследствие чего Чуйская область с наименьшими потерями вышла из тяжелейших испытаний первых лет самостоятельной жизни республики в условиях распада.
1993 год в Киргизии стал годом дальнейшего углубления политического и экономического кризиса, практически она была во власти гиперинфляции — 1436 % в год, золотой лихорадки. Народ требовал Правительство народного доверия. Президент предложил Парламенту назвать десяток кандидатур на Премьер-министра. Премьер-министром Правительства народного доверия Киргизской Республики стал вновь А. Джумагулов. Парламент проголосовал почти единогласно. В конце 1994 г. был распущен Парламент, Правительство согласно Конституции уходит в отставку и до апреля 1995 г. Правительство было временным и его Премьер Джумагулов тоже был временным и только 1 апреля 1995 г. новый Парламент единогласно избирает А. Джумагулова премьер-министром. 1 марта 1996 г. избранный Президент Киргизской Республики вынес кандидатуру Апаса Джумагуловича Джумагулова в Жогорку Кенеш Киргизской Республики, который единогласно уже третий раз за четыре года дал согласие на назначение его Премьер-министром Киргизской Республики.
За сравнительно небольшой период его работы в этой должности, уже в 1996 г. — республика создала основу для реального преодоления политического и экономического кризиса, успешна была осуществлена невиданная в истории экономическая реформа.

## Научная деятельность
Автор свыше 50-ти научных трудов, в том числе 5-ти монографий по специальности. Организовал и многие годы возглавлял общественную организацию "Милосердие и преодоление бедности (в Бишкеке и в Кочкор-Ате), Был членом международного общества «Добрый ангел мира» и награждён её многими орденами, медалями.

## Семья
Жена — Гуськова Роза Серафимовна. Двое сыновей — Данияр и Сергей.

## Награды
- Герой Киргизской Республики (1 сентября 2022) — за особые заслуги перед государством и народом Кыргызстана[5].
- Орден «Манас» I степени (1 апреля 1998) — за долголетнюю плодотворную деятельность и заслуги перед Отечеством[6].
- Большой крест 1-й степени ордена «За заслуги перед Федеративной Республикой Германия» (Германия).
- Орден Дружбы (20 августа 2007 года, Россия) — за большой вклад в развитие и укрепление дружбы и сотрудничества между Российской Федерацией и Киргизской Республикой[7].
- Два ордена Трудового Красного Знамени.
- Орден «Знак Почёта».
- Памятная золотая медаль «Манас-1000» (15 августа 1995)[8]
- Награждён медалями.
- Заслуженный работник промышленности Кыргызской Республики (16 сентября 1994) — за большой вклад в развитие промышленности республики[9].
- Лауреат Государственной премии Кыргызской Республики по науке и технике.
- Почётный гражданин города Бишкек[10].
- Почётный гражданин города Нарын.
- Почётный гражданин села Чаек.
- Почётный гражданин города Кочкор-Ата.